# Alburgh
Alburgh is een civil parish in het bestuurlijke gebied South Norfolk, in het Engelse graafschap Norfolk met 410 inwoners.